# Piper planadosense
Piper planadosense är en pepparväxtart som beskrevs av Trel. & Standley. Piper planadosense ingår i släktet Piper och familjen pepparväxter. Inga underarter finns listade i Catalogue of Life.